# Блажкун Андрій Федорович
Андрій Федорович Блашкун (1926, с. Ведильці — 27 листопада 1944, поблизу Будапешта, Угорщина) — Герой Радянського Союзу (1945, посмертно).

## Життєпис
Він був призваний на військову службу до Червоної Армії восени 1944 року. Після проходження початкової підготовки в навчальному полку разом з поповненням він прибув до 68-ї стрілецької дивізії, де став стрільцем 112 полку. Дивізія готувалась до чергової наступальної операції на території Угорщини.
У листопаді 1944 року частини 2 і 3 Українських фронтів Червоної Армії вели важкі бої, намагаючись оточити столицю Угорщини — Будапешт. Угорські та німецькі війська чинили запеклий опір наступаючим частинам Червоної Армії. Великі втрати несли воюючі сторони під час цих боїв.
Останній свій бій Андрій Блашкун мав 27 листопада 1944 року в районі села Такошоні недалеко від Будапешта. Під час оборонного бою проти атакуючих німецьких військ Андрій Блажкун, як про це говориться в представлені до бойової нагороди — Золотої Зірки Героя Радянського Союзу, «особисто знищив чотирьох ворожих солдат». Пораненим Андрій Блашкун потрапив у полон, де і загинув. Похований на радянському військовому кладовищі в місті Будапешті.
Звання Героя Радянського Союзу (посмертно) було присвоєно Андрію Федоровичу Блашкуну Указом Президії Верховної Ради СРСР від 24 березня 1945 року, а також нагороджений орденом Леніна (посмертно).

## Вшанування
- Пам'ятний стенд Андрію Блажкуну встановлений на Алеї Героїв Чернігівського району в селі Ковпита Чернігівського району Чернігівської області.
- На честь Андрія Блажкуна названі вулиці в Чернигові та селі Ведильці.
- Андрій Блажкун був навічно занесений до списків 10-го класу школи, у якій він навчався.